# Paul Grottkau

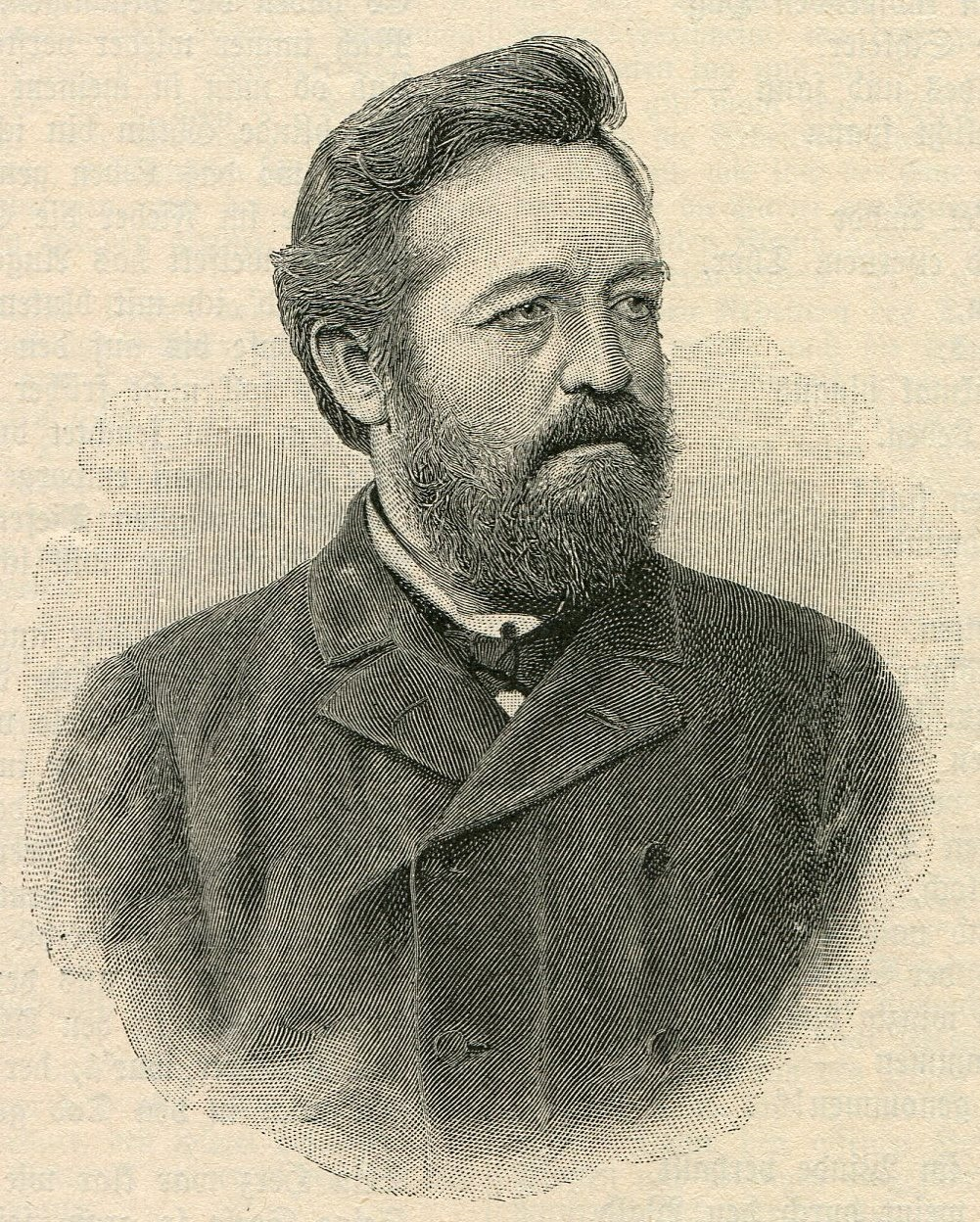
Paul Grottkau

Otto Hugo Paul Grottkau (* 2. April 1846 in Cottbus, Brandenburg; † 3. Juni 1898 in Milwaukee) war ein deutscher Maurer, Sozialist und Gewerkschafter und amerikanischer Journalist. Er verteidigte die Opfer des Haymarket Massakers und den Journalisten August Spies.

## Leben

### In Deutschland
Über Paul Grottkaus frühe Jahre ist bisher nichts bekannt. Ab 1870 war er Mitglied im „Allgemeinen Deutschen Maurer- und Steinhauerverein“ in Berlin. Er wurde zu dieser Zeit Mitglied des Allgemeinen Deutschen Arbeitervereins (ADAV), der von Ferdinand Lassalle gegründet worden war. Grottkau übernahm die theoretischen Ansichten Lassalles, aber folgte in der Gewerkschaftsfrage nicht den gleichen rigorosen Kurs wie andere ADAV Mitglieder. Ab 1871 war er Agitator dieses Vereins. An der Generalversammlung des ADAV vom 22. bis 25. Mai 1872 nahm Paul Grottkau als Delegierter teil. Er vertrat Berlin, Kassel und Lüneburg mit insgesamt 399 Mitgliedern.

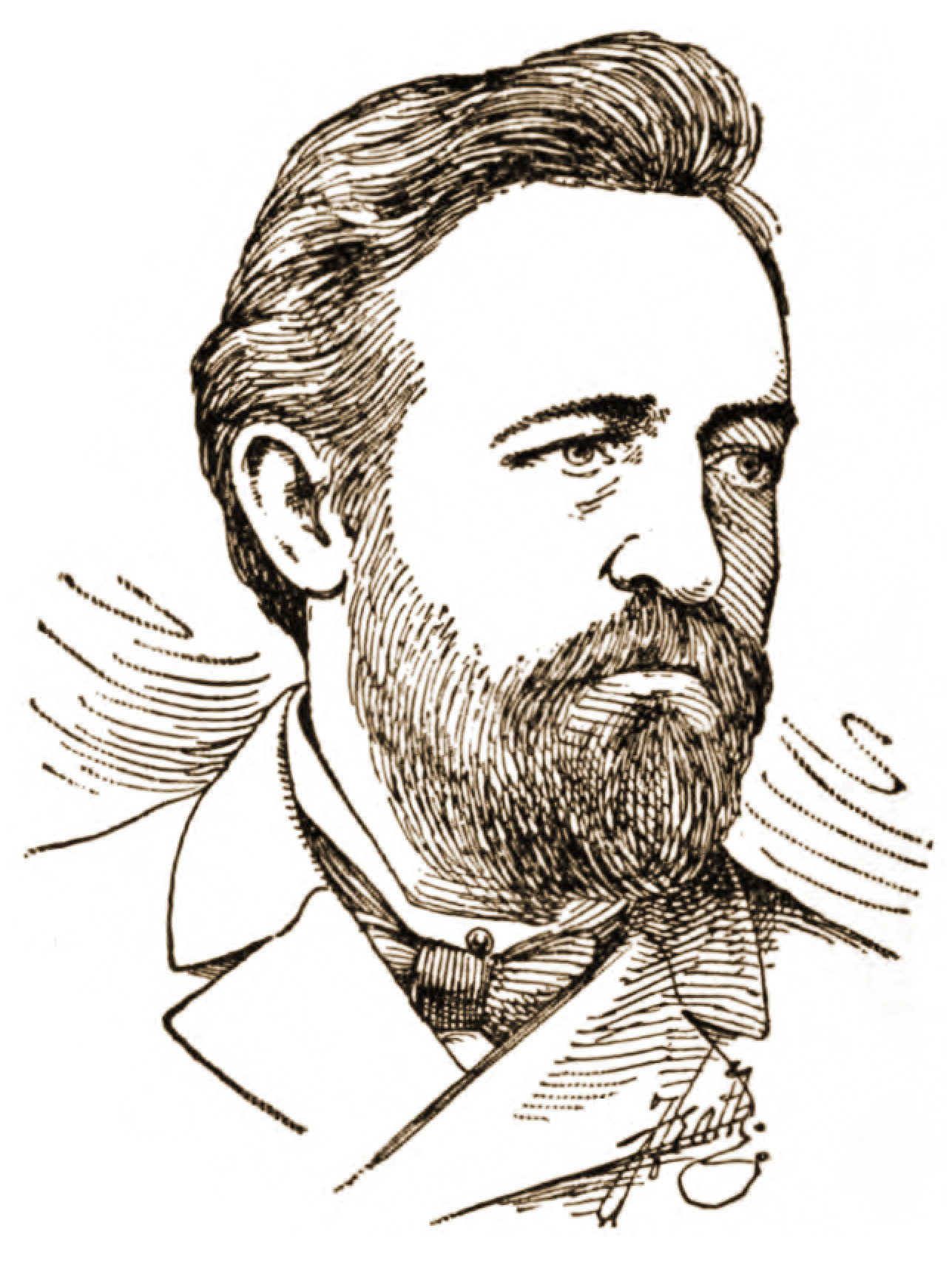
Paul Grottkau um 1886.

Im Juli–August 1871 gab es den ‚großen Mauererstreik‘ in Berlin, der mit einem Erfolg endete. Die Maurer erreichten den Zehnstundentag, vorher waren es dreizehn Stunden an sechs Tagen in der Woche sowie einer Tageszulage und der Bezahlung von Überstunden. Ein weiterer Streik im folgenden Jahr ging in Berlin verloren. Grottkau gehörte zu den Leitern der beiden großen Maurerstreiks. Im Sommer 1871 wurde Grottkau zum Vereinspräsidenten „Allgemeinen Deutschen Maurer- und Steinhauerverein“ gewählt.
Gemeinsam mit Friedrich Wilhelm Fritzsche wandte sich Grottkau gegen die Politik von Carl Wilhelm Tölcke, der verlangte, dass die „bestehenden gewerkschaftlichen Verbindungen aufgelöst und die Mitglieder dem Allgemeinen Deutschen Arbeiterverein zugeführt werden.“ Paul Grottkau gehörte zur Opposition im ADAV. Mit seiner Schrift Unterhaltendes in 12 Briefen zusammengestellt an die Mitglieder des Allgemeinen deutschen Maurer- und Steinhauer-Vereins und Solche, die es werden wollen warb er überzeugend für die Organisierung der Maurer in den Gewerkschaften und formulierte für den ADAV eine „tragbare Gewerkschaftspolitik“.

„(…) daß die sogenannte Freiheit der Arbeit unter der Herrschaft des Kapitals zur Willkür wird.“

Während der Reichstagswahl 1874 zeichnete Grottkau als „unverantwortlicher Redakteur“ für die Zeitschrift „Die rothe Laterne“. „‚Die rothe Laterne‘“, so Grottkau, „leuchtet alle drei Jahre während der Wahl-Campagne den Anti-Sozialisten heim“. Im ersten Jahrgang ‚No 00‘ schrieb Grottkau gegen Hermann Schulze-Delitzsch die Satire: „Der grosse Sparapostel oder : Die Kunst, dem Arbeiter blauen Dunst vorzumachen. Frei nach Goethe“.
Während des Vereinigungsparteitages im Mai 1875 in Gotha, saß Grottkau wegen seiner Rede über die Pariser Kommune und wegen seiner Veröffentlichungen in der „rothen Laterne“ sechs Monate im Gefängnis.  Am 14. August 1875 bereiteten Arbeiter im Berliner Prater in der Kastanienallee dem Vorsitzenden des Allgemeinen Deutschen Maurer- und Steinhauervereins, Paul Grottkau, nach Verbüßung einer sechzehnmonatigen Strafe in Stettin, einen überwältigenden Empfang.
Grottkau war in seiner Funktion als Vorsitzender auch verantwortlich für die Verbandszeitschrift: „Grundstein. Organ der Maurer, Steinhauer und verwandter Berufsgenossen in Deutschland. Allgemeiner Deutscher Maurer- und Steinhauerbund“.  1875 hatte diese Gewerkschaft 12000 Mitglieder im Deutschen Reich.  Auf einer Volksversammlung am 30. April 1876 sprach Grottkau über die Bedeutung der Organisation der Arbeiter. Als Delegierter auf dem Gothaer Kongress 1876 beantragte er den Sitz des zentralen Presse Organs von Leipzig nach Berlin zu verlegen. Dies wurde jedoch abgelehnt.
1876 wurde in Berlin ein Prozess gegen Carl Derossi, Ignaz Auer (Sattler in Hamburg), Albert Baethke (Drechsler in Berlin); Carl Friedrich Heinrich Braasch (Zigarrenarbeiter in Altona), Wilhelm Leopold August Geib (Buchhändler in Hamburg), Carl Friedrich Greifenberg (Buchdrucker in Berlin); Otto Hugo Paul Grottkau (Maurergeselle in Berlin), Georg Wilhelm Hartmann (Schuhmacher in Hamburg), August Wilhelm Heinsch (Schriftsetzer in Berlin); Heinrich Rackow (Buchhalter in Berlin) wegen „Zuwiderhandeln gegen das Vereinsgesetz vom 11. März 1850 u. a.“ eingeleitet und auch Grottkau verurteilt.
Ab Beginn des Jahres 1876 war Grottkau Mitarbeiter der „Berliner Freien Presse“. Er gehörte 1877 zu den Mitgliedern des ‚Mohrenklub‘s, dem Eduard Bernstein, Fritz Milke und Louis Viereck u. Andere angehörten. Im März 1877 sprach Grottkau auf einer Versammlung der Berliner Buchbinder gegen die Hirsch-Dunckersche Gewerkvereine. Vom 27. bis 29. Mai 1877 nahm Grottkau als Delegierter am Sozialistenkongress in Gotha teil, auf dem Bebel und Liebknecht die Fortsetzung des Abdrucks von Friedrich Engels’ Anti-Dühring durchsetzten. Paul Grottkau entgegnete Wilhelm Hasselmann: „Wenn der Kongreß hingegen auch das letzte Machtmittel der Partei von Berlin nach Leipzig verlegen wolle, so gewinnt es immer mehr den Anschein, als ob die Leipziger Richtung mehr und mehr überwuchere, so daß schließlich der ursprüngliche Charakter der Bewegung ein ganz anderer werde.“
Am 3. Januar 1878 fand nun im Lokal „Eiskeller“ in einem Arbeiterviertel im Berliner Norden die öffentliche Gründungsversammlung eines Antisemitischen Vereins statt, die sogenannte Eiskeller-Versammlung. Adolf Stoecker hatte seine Helfer beauftragt, Mitarbeiter der Berliner Stadtmission, Anhänger konservativer Vereine und evangelischer Jünglings- und Männergruppen zu rekrutieren, um sich eine Anhängerschaft im Publikum zu sichern. Dennoch waren die rund 1000 anwesenden sozialdemokratischen Arbeiter in der überwältigenden Mehrheit, und so führte Paul Grottkau den Vorsitz der Versammlung. Nach Stoecker ergriff nun der Sozialdemokrat Johann Most das Wort. „Macht eure Rechnung mit dem Himmel, eure Uhr ist abgelaufen!“ Am Schluss der Versammlung wurde mit allen gegen 17 Stimmen eine Resolution angenommen, dass das Christentum in fast 1000 Jahren nicht imstande gewesen sei, Not und Elend zu lindern, geschweige denn aus der Welt zu schaffen. Grottkau schloss die Veranstaltung mit einem dreifachen Hochruf auf die Sozialdemokratie, und beim Verlassen des Saales wurde die Arbeitermarseillaise gesungen. Stöcker behauptete dann in der Presse, dass Most zur „Ermordung von der Geistlichkeit aufgefordert“ hätte.
Als der verantwortliche Redakteur der „Berliner Freien Presse“, Paul Dentler, am 18. Januar 1878 verhaftet worden war, übernahm Paul Grottkau diesen gefährlichen Posten des Redakteurs. Bereits am 27. Januar sollte nun auch Grottkau verhaftet werden. Er trat die Flucht an und ging nach Amerika. „Neun, im Zeitraum von ebensoviel Tagen gegen ihn ausgeheckte Anklagen weinten ihm steckbrieflich nach. Der an seiner Stelle in die Bresche gesprungene Richard Fischer ward am 11. März in Untersuchungshaft gesteckt.“ berichtet Eduard Bernstein in seiner Geschichte der Berliner Arbeiterbewegung.
Am 15. April 1879 wurde seine Schrift „Unterhaltendes in 12 Briefen“ auf Grund des § 28 des Sozialistengesetzes verboten.

### In Amerika

#### Chicago
Mit seiner Familie nach den Vereinigten Staaten ausgewandert ging Paul Grottkau zur sozialdemokratischen „Chicagoer Arbeiter-Zeitung“ nach Chicago. Hier lernte er August Spies in der Redaktion der Zeitung kennen, und er nahm Kontakt zu den Anarchisten auf und schrieb auch für anarchistische Zeitungen wie für die „Freiheit“. Als Karl Marx am 14. März 1883 starb, veröffentlichte er zwei Nekrologe und sprach am 18. März 1883 auf einer Massenveranstaltung deutsch-amerikanischer Sozialisten in Cleveland, Ohio: „nach seinen Lehren zu leben und zu handeln (…) und stets die Interessen der Ausgebeuteten zu vertreten und zu fördern, den Klassenkampf zum Zwecke der endlichen Emanzipation zu befördern“.
Grottkau brach 1883 mit den Anarchisten und August Spies organisatorisch. Kurz darauf musste Paul Grottkau sein Amt als Redakteur in Chicago für August Spies räumen.
Dies zeigte sich am 24. Mai 1884, als er mit Johann Most debattierte und das Kommunistische Manifest gegen diesen verteidigte.

„daß der Anarchismus das Pricip des Individualismus und damit der Willkür und der Communismus das Princip der Solidarität ist: daß diese principiellen Gegensätze unvereinbar sind, und jeder Versuch sie hinwegzudiskutieren daher mißlingen muß.“

#### Milwaukee

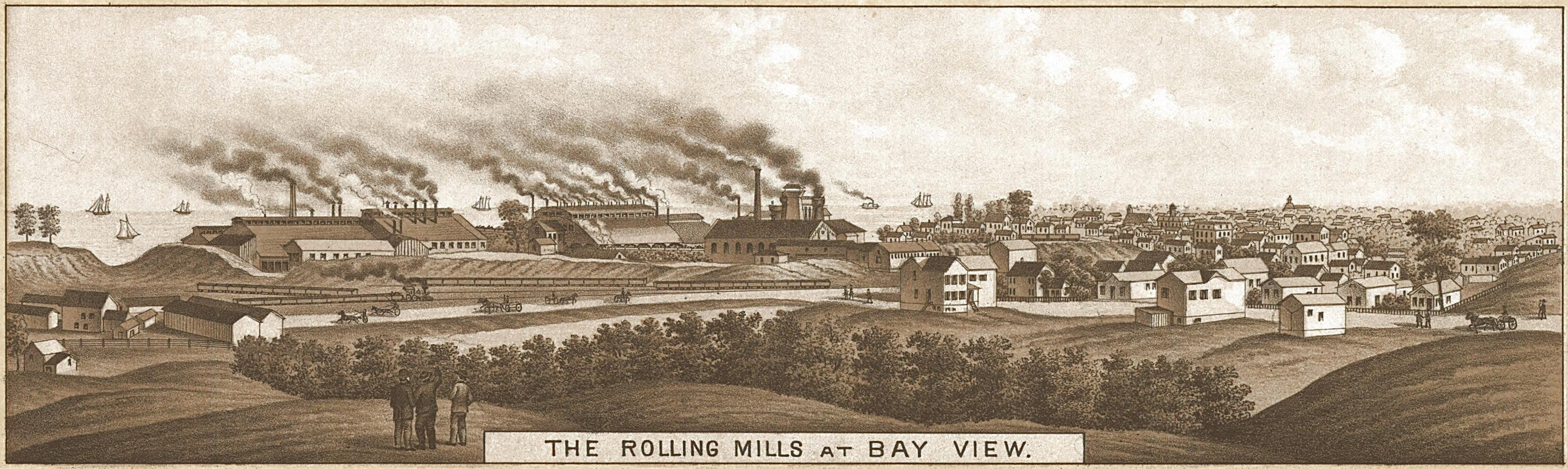
‚Rolling Mills‘ der „Milwaukee Iron Company“ bei Bay View. Hier fand das Massaker statt.

In Milwaukee, Wisconsin gründete Paul Grottkau 1886 die „Milwaukkee'r Arbeiter-Zeitung“ (1886–1888), die dreimal in der Woche erschien.
Grottkau wurde einer der Führer der militanten „Milwaukee Central Labor Union“, die zusammen mit den Knights of Labor am 1. Mai 1886 eine Demonstration von 16000 Menschen für den Acht-Stundentag organisierte. Am 3. Mai gab es einen Generalstreik der Brauereiarbeiter in Milwaukee. Mehr als 14.000 Brauereiarbeiter beteiligten sich an dem Streik. Am gleichen Tag traten 1400 polnische Eisenbahnarbeiter in Streik. Darauf wurde die Polizei eingeschaltet. Der Gouverneur Jeremiah McLain Rusk telegrafierte nach der Nationalgarde. Am nächsten Morgen marschierten 600 bis 700 Arbeiter nach Bay View. Die Nationalgarde hatte die Anweisung, scharf zu schießen. Die Garde schoss und es gab sieben Tote. In der Folgezeit wurde Paul Grottkau inhaftiert, weil er der offensichtliche Vorbereiter des Streiks gewesen sei. Grottkau wurde zu einem Jahr Gefängnis verurteilt. Er sprach auch auf der Beerdigung der Frau von Oscar Neebe.

#### Haymarket-Massaker

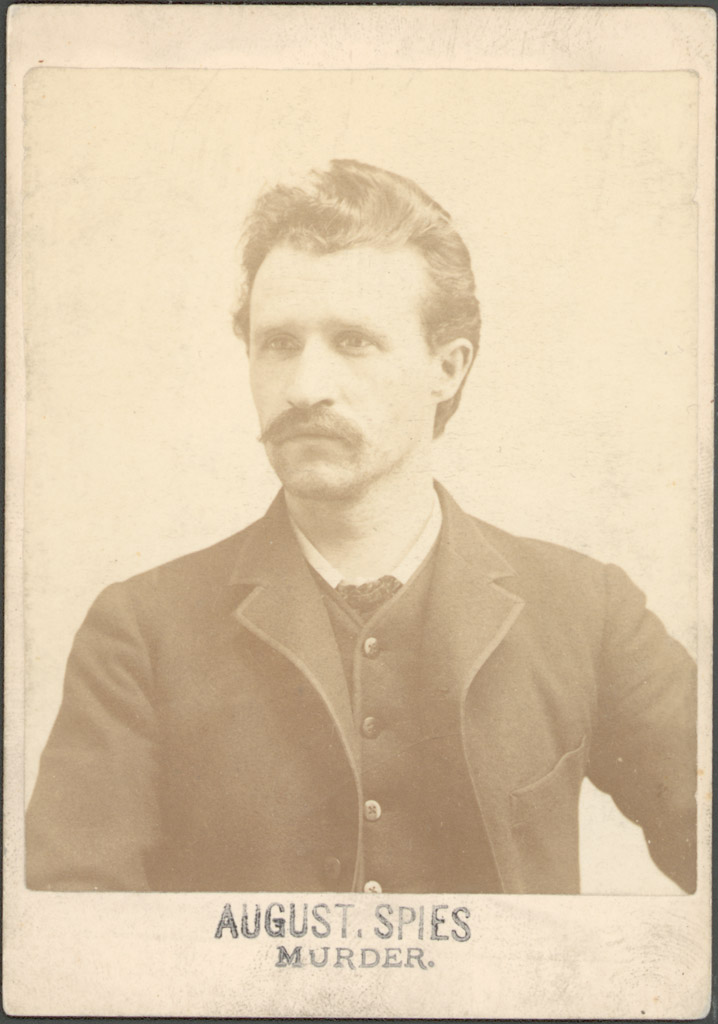
August Spies, Grottkaus Kollege bei der Chicagoer Arbeiter-Zeitung und einer der Märtyrer des Haymarket-Massakers 1886.

Am 1. Mai 1886 demonstrierten hunderttausende Arbeiter in den USA für den Achtstundentag, so auch in Chicago, wo 80.000 Arbeiter streikten. An diesem Tag kam es trotz Polizeiaufgebot und Nationalgarde zu keinerlei Einsätzen der Polizei, dank der Disziplin der Arbeiter. Am 3. Mai, als streikende Arbeiter vor der Landmaschinenfabrik von McCormick einige Scheiben einwarfen, schoss die Polizei und vier Personen wurden getötet und mehrere andere verwundet. Am 4. Mai sprachen Albert Parsons, August Spies, George Engel, Oscar Neebe, Louis Lingg und Andere auf einer Kundgebung. Ein Unbekannter warf eine Bombe in die Menge und es gab acht Tote, darunter einen Polizisten. Obgleich niemand überhaupt den Bombenwerfer erkannt hatte, wurden acht Männer, die den Streik organisiert hatten, angeklagt und für schuldig befunden. Es gab keine Beweise für eine Verbindung der Angeklagten zu dem Bombenanschlag. Vielmehr argumentierte der Richter Joseph Gary, dass der Bombenwerfer auf Grund der Ideen der Männer gehandelt habe und diese damit ebenso schuldig seien, als hätten sie selbst den Anschlag verübt. Vier Todesurteile wurden sofort vollstreckt. Wenige Jahre später musste der Gouverneur John Peter Altgeld die Unschuld der Angeklagten eingestehen und die restlichen Gefangenen entlassen.
Dieser 4. Mai wird als Heumarkt-Massaker bezeichnet. Paul Grottkau nahm ebenso Partei für die Unschuldigen wie Josef Dietzgen, obwohl beide nicht mit den politischen Vorstellungen der Angeklagten übereinstimmten. Sie hielten es aber für ihre Pflicht, das Recht der Arbeiter auf Demonstrationsfreiheit und Pressefreiheit gegen alle Angriffe zu verteidigen.

„If Christ himself came here to-day and preached the doctrine of communion which his followers preached he would, judging from recent events be hanged.“

#### Kalifornien
Grottkau ging 1889 nach San Francisco, Kalifornien. Dort gab er California Arbeiterzeitung, eine kurzlebige Publikation, heraus. Außerdem war er der Herausgeber der deutschen Wochenzeitung Vorwärts in San Francisco.
Hier ließ er sich in Collier’s Studio fotografieren.
1890 wird Grottkau als reisender Organisator des Executive Council of the American Federation of Labor genannt, der die Aufgabe hatte, für den 8-Stunden-Tag zu agitieren.
Paul Grottkau starb am 3. Juni 1898 im ‚St. Joseph Hospital‘ in Milwaukee. Seine Urne wurde auf dem ‚Forest Home Cemetery‘ unter Beteiligung der örtlichen Gewerkschaften beigesetzt.
Er hatte eine Frau Auguste Wilhelmine Hönig und mit ihr drei Kinder, die alle in Cook County (Illinois) bei Chicago geboren wurden: Ella (* 24. Oktober 1880), Francis Arthur Felix (* 19. Februar 1883) und Max Henry Georg (* 8. November 1885).

## Werke
- Unterhaltendes in 12 Briefen zusammengestellt an die Mitglieder des Allgemeinen deutschen Maurer- und Steinhauer-Vereins und Solche, die es werden wollen. Verfaßt und hrsg. im Auftrage des Allgemeinen deutschen Maurer-Vereins. Berlin 1873, 108 S.
- Die rothe Laterne. Humoristisches Organ zur Beleuchtung politischer und sozialer Schattenseiten. Humoristisch-satirische Wahlzeitung aus den Wahlkämpfen 1874. Verantwortlicher Redakteur: Paul Grottkau. Schoenfeld & Baumgarten, Berlin 1874
- Berliner Bockbier-Zeitung. Berlin zur Zeit des Bocks / Redakteur Paul Grottkau. Berlin 1876 Nr. 1

- Chicagoer Arbeiter-Zeitung. Unabhängiges Organ für die Interessen des Volkes. Organ der internationalen Vereinigung des arbeitenden Volkes.

Motto: ‚Für des Volkes Rechte, gegen alles Schlechte‘. Hrsg. Arbeiterpartei der Vereinigten Staaten; Sozialistische Arbeiterpartei von Nordamerika. Redaktion: Paul Grottkau vom 14. Juli 1880 bis September 1884
- Vorbote. Hrsg. Internationale Vereinigung des arbeitenden Volkes. Redaktion: Paul Grottkau vom 1. Juli 1882 bis 4. Mai 1886. Deutschsprechende Sektion des S.A.P. Chicago[40]
- Die Fackel.[41]
- Karl Marx todt! In: Chicagoer-Arbeiter-Zeitung. Chicago, 16. März 1883
- Karl Marx todt! In: Vorbote. Chicago. Nr. 12, 24. März 1883[42]
- Zum Kongress der Sozialisten Nord-Amerikas. In: Freiheit. Organ der Revolutionären Sozialisten. Justus H. Schwab, New York. 1883. V. Jg., Nr. 32 vom 11. August 1883
- Discussion über das Thema: ‚Anarchismus oder Communismus?‘ Geführt von Paul Grottkau und Johann Most am 24. Mai 1884 in Chicago. Das Central-Comite der Chicagoer Gruppen der IAA, Office der „Chicagoer Arbeiter-Zeitung“ und der „Verbote“.  Chicago 1884
- Illinois Volkszeitung. Hrsg. von Paul Grottkau and Julius Vahlteich. 1886
- Milwaukee Arbeiterzeitung. Hrsg. von Paul Grottkau. 1888

## Literatur

Gedenkblatt zum Gothaer Parteitag. Paul Grottkau (4. von oben rechts)